# Peter von der Grün
Peter von der Grün  (* 1972 in Bamberg) ist ein bayerischer Kommunalpolitiker (FDP, bis 2024 Freie Wähler). Seit Februar 2019 ist er Landrat des Landkreises Neuburg-Schrobenhausen.

## Leben
Seine Familie zog, als er knapp fünf Jahre alt war, nach Waidhofen im Landkreis Neuburg-Schrobenhausen. Das Abitur legte er am Gymnasium Schrobenhausen ab, danach studierte er Rechtswissenschaften. 1999 erhielt er die Zulassung als Rechtsanwalt. Zusammen mit seiner Ehefrau führt er eine Anwaltskanzlei in Neuburg an der Donau und ist Fachanwalt für Bau- und Architektenrecht sowie für Arbeitsrecht.

## Politik
Von der Grün trat den Freien Wählern bei und bewarb sich erstmals 2002 um ein politisches Mandat bei der Wahl des Stadtrates von Schrobenhausen. Nach dem Umzug in die Kreisstadt kandidierte er 2008 für den Stadtrat Neuburg an der Donau. Bei der Landtagswahl 2013 bewarb er sich als Direktkandidat der Freien Wähler im Stimmkreis Neuburg-Schrobenhausen und unterlag dem damaligen Bayerischen Ministerpräsidenten Horst Seehofer.
Bei den Kommunalwahlen 2014 wurde er sowohl in den Marktgemeinderat von Rennertshofen als auch in den Kreistag Neuburg-Schrobenhausen gewählt. Einen Namen machte er sich als Sprecher einer Bürgerinitiative in der Debatte um weitere Flutpolder an der Donau im Landkreis.
Durch die Wahl von Roland Weigert in den Bayerischen Landtag war die Nachwahl des Landrates notwendig geworden. Peter von der Grün erreichte bei der Wahl am 20. Januar 2019 unter vier Bewerbern 40,6 % der Stimmen; in der Stichwahl vom 3. Februar 2019 war er mit 52,4 % gegen Fridolin Gößl, den Bewerber der CSU, erfolgreich. Wichtig sei ihm, auch weil er bereits in mehreren Orten des Landkreises gewohnt hat, ein bindendes Glied des 1972 geschaffenen Landkreises zu sein. Es gehe ihm laut Wahlkampf-Aussage nicht nur um das „Verwalten“, sondern um das „Gestalten“ sowie um die Zusammenarbeit mit den Kommunen.
Ende März 2024 trat von der Grün aus den Freien Wählern aus. Als Grund nannte er mangelnden Respekt und wechselseitig fehlendes Vertrauen. Im Oktober 2024 trat er der FDP bei.

## Privates
Von der Grün wohnt im Rennertshofener Ortsteil Bertoldsheim. Er ist verheiratet mit der Rechtsanwältin Silke von der Grün, das Ehepaar hat zwei Kinder.